# Matt Bloom
Matthew Jason Bloom (14 de noviembre de 1972), conocido como Matt Bloom, es un luchador profesional estadounidense. Actualmente trabaja como entrenador en jefe para la empresa WWE.
En su carrera como luchador, se presentó utilizando nombres como Prince Albert, Albert, A-Train, Giant Bernard, Lord Tensai. Entre sus logros, destaca un reinado como Campeón Intercontinental de WWE.

## Primeros años
Bloom asistió a la Peabody High School, donde destacó en fútbol americano, baloncesto, atletismo y béisbol. Asistió a la Universidad de Pittsburgh, donde practicó fútbol americano como offensive tackle y offensive guard.
Bloom se graduó en 1996 con un grado académico en lengua de señas. Tras esto, Bloom compitió en la National Football League para los San Diego Chargers. Trabajó de profesor, enseñando matemáticas e inglés a niños con sordera y trastorno antisocial de la personalidad en la Revere High School. Después de premiar a sus tres estudiantes más aptos con un viaje a un evento de lucha libre profesional, Bloom, que aspiraba a ser luchador desde niño, conoció al luchador y entrenador Killer Kowalski, y expresó su interés en aprender lucha libre. Kowalski invitó a Bloom a su escuela de lucha, y Bloom dejó la enseñanza para ser luchador.

## Carrera

### World Wrestling Alliance (1997-1999)
Bloom tuvo su primer combate en 1997, contra Tim McNeany. Luchó brevemente como Baldo, un gimmick propuesto por el árbitro Freddy Sparta en el que Bloom vestía un manto de piel.
Después de que George Steele le presentase al cazatalentos Tom Prichard, Bloom fue contratado por la World Wrestling Federation (WWF). Tras recibir entrenamiento suplementario por Dory Funk, Jr., Bloom fue asignado al territorio de desarrollo Power Pro Wrestling (PPW) en Memphis, Tennessee, donde siguió con el nombre de Baldo. Mientras trabajaba en la PPW ganó dos campeonatos y tuvo un feudo con Jerry Lawler.

### World Wrestling Federation / Entertainment (1999-2004)
Bloom debutó en la televisión el 11 de abril de 1999 en Sunday Night Heat, salvando a Droz de una golpiza de Big Boss Man. Días después, Matt fue presentado como el artista corporal de Droz, recibiendo el nombre de Prince Albert (ya que de hecho, un "Prince Albert" es un tipo de piercing genital). Siempre llevando un maletín con instrumentos de tatuado para atacar a sus oponentes tras los combates, Albert formó un equipo con Droz llamado "The Pierced Pals", el cual compitió sobre todo en Shotgun y Heat. En agosto, Key se unió al séquito de Droz como su mercader de droga, elevando el equipo a tres. Sin embargo, después de que Key fuese enviado a Extreme Championship Wrestling, y de que Droz se lesionara en octubre, Albert se encontró compitiendo individualmente, y se convirtió en el protegido de Boss Man. El dúo se separó cuando Bull Buchanan debutó y se alió con Boss Man.
En marzo de 2000, Bloom, ya conocido como Albert, fue reclutado por Trish Stratus para crear un tag team con Test. El equipo, conocido como T & A, compitió el resto del año contra equipos como Dudley Boyz y Acolytes Protection Agency. En diciembre de 2000, Bloom atacó a Test por orden de Stephanie McMahon Helmsley y el dúo se separó.
En abril de 2001, Albert formó un stable conocido como X-Factor con Justin Credible y X-Pac. El 28 de junio de 2001 en Nueva York, Bloom derrotó a Kane para ganar el WWF Intercontinental Championship. Luego lo perdería contra el miembro de The Alliance Lance Storm el 23 de julio de 2001 tras algunas interferencias. En julio, Credible dejó X-Factor y se unió a The Alliance; Albert y X-Pac seguirían siendo equipo hasta noviembre, cuando X-Pac se lesionó.
Más tarde, Albert adoptó el apodo de "The Hip Hop Hippo" y empezó a hacer equipo con Scotty 2 Hotty. Con la separación de marcas, fueron enviados a SmackDown!. El tag team se desbandó el 4 de abril de 2002 cuando Albert atacó a Hotty tras perder contra Billy & Chuck por el WWF Tag Team Championship.
Subsecuentemente, no tuvo ningún feudo importante hasta diciembre de 2002, cuando unió fuerzas con Paul Heyman y The Big Show, y fue renombrado como A-Train tras una sugerencia de Heyman. A-Train y Big Show perdieron contra The Undertaker en WrestleMania XIX. A-Train tuvo un feudo con The Undertaker, contra el que perdió en SummerSlam, y con Chris Benoit, contra el que volvió a perder en No Mercy. En Survivor Series, luchó al lado de Lesnar en el Survivor Series match. Compitió en Royal Rumble de 2004, pero fue eliminado por Chris Benoit. Cuando Benoit decidió competir contra Triple H por el World Championship en la marca Raw, el mánager general Paul Heyman organizó un Royal Rumble Match en SmackDown! para enfrentarse a Brock Lesnar por el WWE Championship en No Way Out. Bloom fue eliminado por Eddie Guerrero, que ganó la lucha. La alianza con Lesnar duró hasta marzo de 2004, cuando Bloom fue drafteado a Raw. A-Train debutó en Raw el 7 de junio; el día 21 se lesionó. Antes de volver de la lesión, fue liberado de su contrato por la WWE el 1 de noviembre de 2004.
Bloom ha tenido la distinción de luchar tanto en el primer episodio de Jakked (contra Ken Shamrock) como en el último (contra Hugh Morris).

### Circuito independiente (2004)
Tras su despido, Bloom trabajó en Impact Zone Wrestling bajo el nombre de Train.

### All Japan Pro Wrestling (2005)

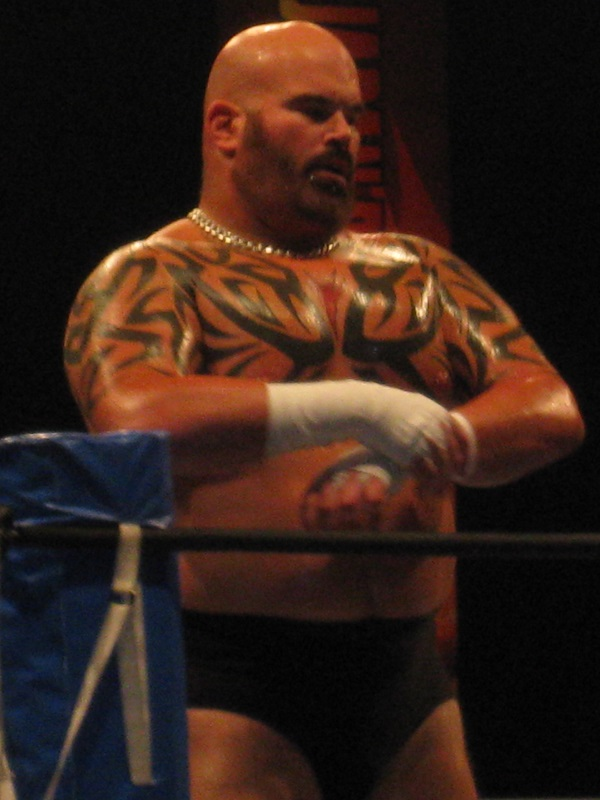
En la NJPW, Bloom tuvo un gran éxito como Giant Bernard.

En marzo de 2005, Bloom empezó a trabajar para la All Japan Pro Wrestling (AJPW) en Japón como Giant Bernard, en referencia al gaijin Brute Bernard, y se unió nada más entrar a los Voodoo Murders (TARU, Shuji Kondo, YASSHI, Chuck Palumbo & Johnny Stamboli), convirtiéndose en el enforcer de la banda. Ayudado por el grupo, Bernard participó en el torneo Champion Carnival 2005, pero no logró ganar. Concediendo una larga racha de victorias a Voodoo Murders gracias a sus intervenciones, Bernard hizo equipo con TARU para competir en la Real World Tag League 2005, pero tuvieron poco éxito debido a la propensión de Voodoo Murders de interrumpir los combates para apalear a sus oponentes. El 18 de octubre, Bernard se enfrentó a Satoshi Kojima en un combate por el AJPW Triple Crown Heavyweight Championship, siendo derrotado. A finales de año, Bernard dejó la empresa.

### New Japan Pro Wrestling (2006-2012)
En enero de 2006, Bloom dejó la AJPW y se unió a su empresa rival, la New Japan Pro Wrestling (NJPW). En abril de 2006, derrotó a Yuji Nagata en las finales de la New Japan Cup de 2006. Como premio, tuvo una oportunidad por el IWGP Heavyweight Championship contra Brock Lesnar el 3 de mayo, pero perdió.
En julio de 2006, al quedar vacante el IWGP Heavyweight Championship, Bloom entró en un torneo por él, perdiendo contra Hiroshi Tanahashi en las finales. En agosto de 2006 entró en el torneo 2006 G1 Climax, perdiendo de nuevo, esta vez contra Hiroyoshi Tenzan y en las semifinales.
El 11 de mayo de 2007 en Nagoya, Bloom y Travis Tomko derrotaron a Manabu Nakanishi & Takao Ōmori para ganar el IWGP Tag Team Championship. El 17 de febrero, perdieron el título ante Makabe y Yano. Tras la marcha de Tomko a la Total Nonstop Action Wrestling, Bernard comenzó a hacer equipo con el antiguo luchador de la World Championship Wrestling Rick Fuller. El 5 de septiembre de 2008, Bernard y Fuller traicionaron a Shinsuke Nakamura & Hirooki Goto para entrar en el stable de Hiroyoshi Tenzan Great Bash Heel.
En adición a la lucha regular en la NJPW, Bloom luchó también para la filial Wrestle Land como Rusher Road como parte del stable Roads.

### WWE

#### 2012
El 17 de marzo se informó que Bloom había vuelto a firmar con WWE. Pero Bloom negó la firma públicamente; sin embargo, el 19 de marzo en RAW se mostró una promo donde se le promocionaba con su nuevo nombre, Lord Tensai. El 26 de marzo en RAW se mostró otra promo de Tensai. La página web oficial de la WWE reveló la traducción de una de las frases que dicen: "Lord Tensai atacará." y "Lord Tensai ¡Cuidado!"

| "Este hombre ha vuelto a la WWE después de una carrera exitosa en Japón, solo para no gustar a la audiencia de la WWE y ser relegado a jobber y a un segmento cómico con Santino a finales de año." —Pro Wrestling Torch analista Benjamin Tucker sobre Tensai en 2012 |

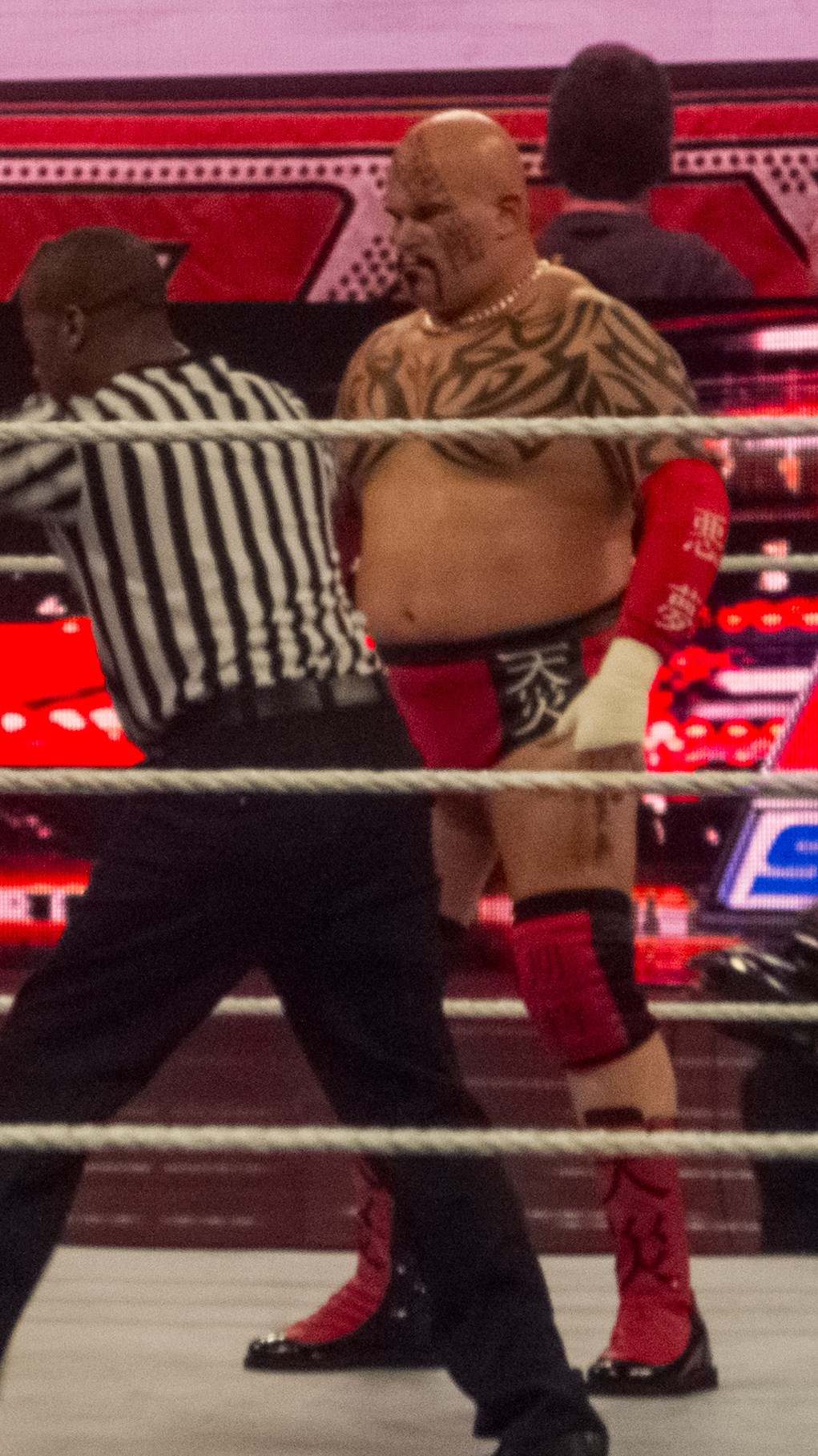
Bloom en su regreso a WWE como (Lord) Tensai.

Finalmente el 2 de abril de 2012, Bloom hizo su regreso como monster heel a la WWE bajo el nombre de Lord Tensai, usando un gimmick de estilo japonés (Tensai significando Destrucción). Bajo este personaje, Matt apareció ataviado con una túnica con máscara, despojándose de ella en el ring para revelar una serie de tatuajes inspirados en los de Hakushi. Acompañado por un mánager llamado Sakamoto, Tensai derrotó fácilmente a Alex Riley en RAW por decisión del árbitro ya que este estaba atacando brutalmente a Riley. Dos semanas después, enfrentó a John Cena en un Extreme Rules Match, pero la lucha fue interferida por David Otunga, por lo que al final Tensai se unió en el ataque contra Cena, para luego ganar el combate. El 30 de abril en RAW, su feudo con Cena se hizo vigente cuando se unió a John Laurinaitis para atacar a Cena. Sin embargo, el 21 de mayo, el "Lord" de su nombre fue removido, llamándose simplemente Tensai, además de dejar de vestir sus extravagantes atuendos japoneses. Eso fue debido a que los directivos perdieron confianza en él y cancelaron su push. Sufrió su primera derrota desde su regreso el 4 de junio en RAW, perdiendo ante John Cena y terminando su feudo con él. Tras esto, se clasificó para el World Heavyweight Championship Contract Money in the Bank Ladder Match tras vencer a Justin Gabriel en Smackdown. En Money in the Bank participó en el Money in the Bank Ladder Match buscando un contrato por el Campeonato Mundial Peso Pesado, pero no logró ganar saliendo vencedor Dolph Ziggler. Tras esto inició una larga racha de derrotas que duró 3 meses frente a luchadores como Tyson Kidd, Sheamus, Sin Cara, Randy Orton y Ryback entre otros. Su racha llegó a su fin el 5 de octubre en Smackdown, donde derrotó al Campeón Mundial Peso Pesado Big Show vía descalificación tras la interferencia de Sheamus. Su descenso en picado se aceleró cuando Sakamoto dejó de acompañarlo al ring y desde entonces solo compitió en WWE Superstars. En Survivor Series formó equipo con Titus O´Neil, Darren Young, Primo & Epico siendo derrotados por el equipo de Rey Mysterio, Sin Cara, Tyson Kidd, Justin Gabriel y Brodus Clay. En diciembre, empezó a ser usado como un personaje de comedia cuando salió junto a Santino Marella, quien le llamó "Fat Albert" y le derrotó.

#### 2013-presente
Participó en el Royal Rumble 2013, entrando con el número 12 y siendo el séptimo eliminado del combate al caer eliminado por Kofi Kingston, durando apenas 5 minutos. 
El 28 de enero de 2013 en la edición de "Raw Roulette" se suponía que iba a enfrentar a Brodus Clay en un "Lingerie Pillow Match", pero sin que Tensai lo supiera Vickie Guerrero giró de nuevo la ruleta, siendo escogido un "Dance Off Match". Compitió contra vestido de mujer al creer que iba a ser un "Lingerie Pillow Match", siendo ridiculizado pero aun así bailando con Clay y las "Funkadactyls" (Naomi y Cameron). Dos días después en WWE Main Event, después de ser ridiculizado por su baile, derrotó a Titus O'Neil, estando Clay en su esquina para apoyarlo, mostrando signos de un cambio a face. Ambos formaron un equipo, logrando derrotar a Primo & Epico en RAW, Heath Slater & Jinder Mahal en SmackDown y Team Rhodes Scholars (Cody Rhodes & Damien Sandow) en el Pre-show de Elimination Chamber, bailando después de cada victoria.
Estaba programado para WrestleMania 29 una lucha junto a Brodus Clay, Naomi y Cameron contra Rhodes Scholars y The Bella Twins. Pero el combate no ocurrió, y fue compensado en RAW. El 24 de junio en RAW, él y Brodus Clay lucharon por ser los aspirantes n.º 1 al Campeonato en Parejas de WWE pero no lograron ganar siendo los vencedores The Usos en una Triple Threat Tag Team Match en la que también participó 3MB (Drew McIntyre & Jinder Mahal). El 5 de agosto, él y Brodus Clay fueron derrotados en el debut de The Wyatt Family (Luke Harper & Erick Rowan).
El 29 de noviembre en Smackdown, Brodus Clay y Tensai se mostraron celosos de Xavier Woods debido a que este recibió una gran reacción al ser acompañado por The Funkadactyls anteriormente. Esa misma noche Clay y Tensai derrotaron a Woods y R-Truth. En Main Event perdió frente a Xavier Woods y R-Truth. Al terminar el combate discutió con Clay. En TLC le reclamo a Clay sus acciones dejándolo solo en el ring frente a R-Truth. En el Raw siguiente Clay lo atacó, cambiando este último a heel, terminando con Tons of Funk e iniciando un feudo. En febrero de 2014 se anunció que la WWE ya no tenía planes para el, por lo que dejó la lucha (retirándose de forma oficial el 7 de agosto, y se convirtió en comentarista, ahora conocido como Jason Albert.
Después de ser nombrado Jefe de entrenadores del WWE Performance Center, empezó a usar su nombre real.

## Vida personal
Bloom tiene 28 pírsines en su cuerpo, el primero de los cuales lo recibió con catorce años. Además, tiene tatuajes con detalles japoneses y tribales.

## Campeonatos y logros
- Impact Zone Wrestling
  - IZW Heavyweight Championship (1 vez)

- New Japan Pro Wrestling
  - IWGP Tag Team Championship (2 veces) – con Travis Tomko (1) y Karl Anderson (1)
  - G1 Climax Tag League (2007) – con Travis Tomko
  - G1 Climax Tag League (2009) – con Karl Anderson
  - New Japan Cup (2006)

- Power Pro Wrestling
  - PPW Heavyweight Championship (1 vez)
  - PPW Young Guns Championship (1 vez)

- Pro Wrestling NOAH
  - GHC Tag Team Championship (1 vez) – con Karl Anderson

- World Wrestling Federation
  - WWF Intercontinental Championship (1 vez)

- Pro Wrestling Illustrated
  - Situado en el N°168 en los PWI 500 de 1999[21]
  - Situado en el N°112 en los PWI 500 de 2000[22]
  - Situado en el N°32 en los PWI 500 de 2001[23]
  - Situado en el N125 en los PWI 500 de 2002[24]
  - Situado en el N°49 en los PWI 500 de 2003[25]
  - Situado en el N°53 en los PWI 500 de 2008[26]
  - Situado en el Nº194 en los PWI 500 de 2009[27]
  - Situado en el Nº192 en los PWI 500 de 2010[28]
  - Situado en el Nº45 en los PWI 500 de 2012[29]
- Wrestling Observer Newsletter
  - WON Equipo del año (2011) - con Karl Anderson